# كايلا كيمورا
ري كايلا كيمورا (ولدت 24 أكتوبر 1984) مغنية بوب، مؤلفة أغاني، عارضة الأزياء ومذيعة تلفزيونية يابانية المعروفة باسم كايلا كيمورا .
ولدت في أياسه ، أداتشي-كو ، طوكيو، زوجها هو الممثل إيتا ناجاياما ، وصهرها هو الممثل كينتو ناجاياما .

## روابط خارجية
- كايلا كيمورا على موقع IMDb (الإنجليزية)
- كايلا كيمورا على موقع ميوزك برينز (الإنجليزية)
- كايلا كيمورا على موقع أول ميوزيك (الإنجليزية)
- كايلا كيمورا على موقع ديسكوغز (الإنجليزية)
- كايلا كيمورا على موقع قاعدة بيانات الفيلم (الإنجليزية)

- ELA Music
- Columbia Records official profile (باليابانية)
- Kaela Kimura official website (باليابانية)
- Official blog (باليابانية)